# Кокине
Ко́кине (також 33 км) — залізничний пасажирський зупинний пункт Луганської дирекції Донецької залізниці.
Розташований між селами Тімірязєве, Перевальський район та Жереб'яче, Краснолуцька міська рада Луганської області на лінії Дебальцеве — Красна Могила між станціями Комендантська (7 км) та Петровеньки (7 км).
Через військову агресію Росії на сході України транспортне сполучення припинене, водночас на середину листопада 2018 р. двічі на день курсує пара електропоїздів сполученням Фащівка — Красна Могила, що підтверджує сайт Яндекс.